# Mephitidae
I Mefitidi (Mephitidae Bonaparte, 1845) sono una famiglia dell'ordine dei Carnivori; i suoi rappresentanti sono noti soprattutto per la capacità di secernere un liquido che emana un odore forte e nauseabondo. La loro colorazione generale, diversa da una specie all'altra, varia dal bianco e nero fino al marrone o al color crema. La famiglia comprende le moffette e i loro parenti più stretti, i tassi fetidi, per un totale di dodici specie suddivise in quattro generi: Mephitis (moffetta dalla lunga coda e moffetta comune, due specie), Spilogale (skunk macchiati, sette specie), Mydaus (tassi fetidi, due specie) e Conepatus (skunk dal naso di porco, quattro specie). I due tassi fetidi del genere Mydaus sono originari dell'Indonesia e delle Filippine, mentre tutti gli altri membri della famiglia sono diffusi nelle Americhe, dal Canada alle regioni centrali del Sudamerica. Altre specie ormai scomparse, note solamente a partire dai resti fossili, popolavano l'Eurasia.
In passato i Mefitidi venivano considerati come una sottofamiglia dei Mustelidi, la famiglia a cui appartengono furetti, donnole, lontre, tassi, ermellini e ghiottoni. Tuttavia, successive analisi genetiche hanno dimostrato che i Mefitidi non sono così strettamente imparentati con i Mustelidi come ritenuto in passato, e per questo motivo gli studiosi ritengono più giusto classificarli come famiglia a parte. Fino a pochi anni fa, i tassi fetidi venivano classificati assieme agli altri tassi sulla base di semplici somiglianze morfologiche, ma i test genetici hanno indicato che essi sono più imparentati con le moffette che con i Mustelidi; da allora, sono stati rimossi da questi ultimi per essere trasferiti tra i Mefitidi.

## Descrizione

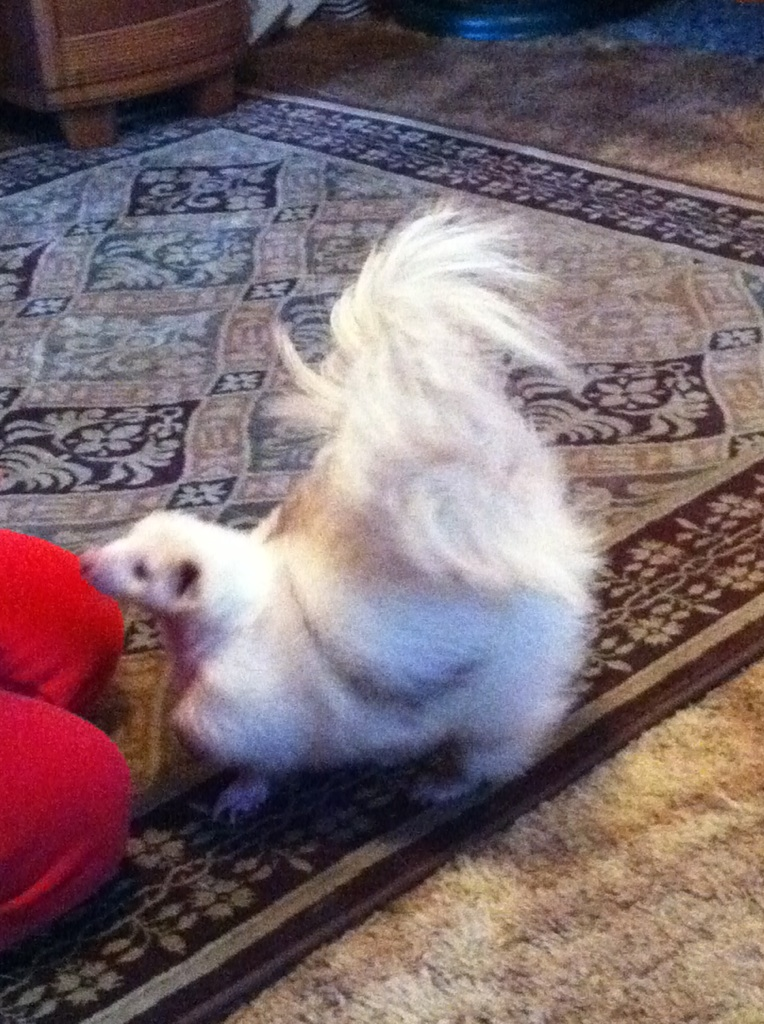
Una moffetta domestica dal manto «siamese».

Riguardo alle dimensioni, i Mefitidi variano in lunghezza dai 40 ai 94 cm, e nel peso dagli 0,5 kg degli skunk macchiati agli 8,2 kg degli skunk dal naso di porco. Hanno corpi piuttosto allungati, con zampe relativamente brevi e robuste; le zampe anteriori sono munite di lunghi artigli utilizzati per scavare.
Sebbene la maggior parte delle moffette abbia una colorazione bianca e nera, alcune sono marroni o grigie e altre, ben poche in verità, addirittura color crema. Tutte le moffette sono striate fin dalla nascita. Possono avere un'unica striscia larga lungo il dorso e la coda, due strisce più sottili, o una serie di macchie bianche e strisce interrotte (nel caso degli skunk macchiati). Alcune hanno strisce anche sulle zampe.

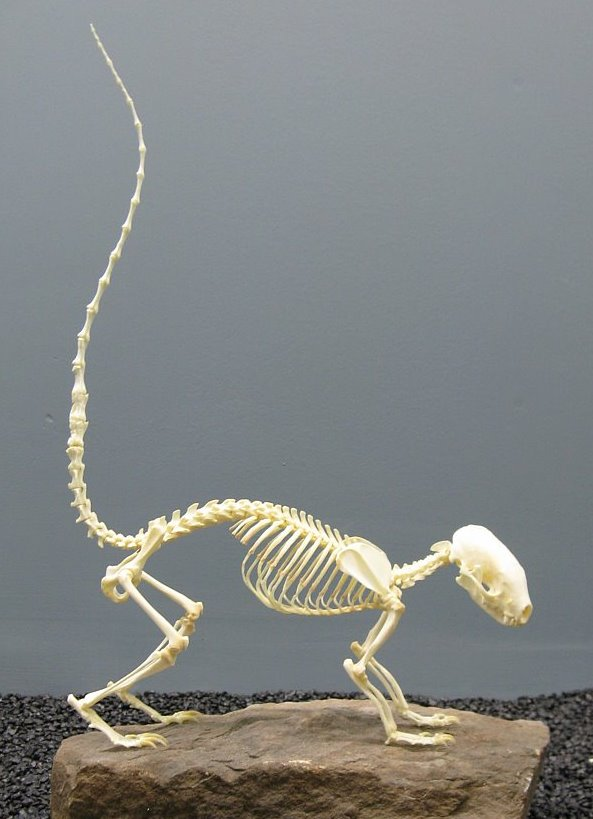
Scheletro di moffetta dalla lunga coda.

## Alimentazione
Le moffette sono onnivore e si nutrono sia di sostanze vegetali che animali, variando la dieta a seconda della stagione. Mangiano insetti e larve, lombrichi, piccoli roditori, lucertole, salamandre, rane, serpenti, uccelli, talpe e uova. Consumano spesso anche bacche, radici, foglie, erbe, funghi e noci.
Nelle aree urbanizzate, le moffette hanno l'abitudine di frugare nelle pattumiere. Più raramente, assumono anche abitudini saprofaghe, divorando carcasse di uccelli e roditori abbandonate da gatti o altri animali. I proprietari di animali domestici, in particolare di gatti, trovano talvolta moffette che mangiano il cibo lasciato per i gatti nei garage o nel cortile. Spesso le moffette scavano nei prati alla ricerca di larve e vermi.
Le moffette, dotate di una folta pelliccia che le protegge dalle punture, sono tra i principali predatori dell'ape mellifera. Quando visita un alveare, la moffetta inizia a grattarne l'ingresso e divora le api guardiane che escono fuori a indagare. Le madri insegnano questa particolare abilità ai propri piccoli.

## Comportamento
Al di fuori della stagione riproduttiva, le moffette sono creature crepuscolari e solitarie, ma nelle regioni più fredde del loro areale più esemplari possono condividere la stessa tana per tenersi al caldo. Durante il giorno, rimangono nascoste in tane che loro stesse scavano con i potenti artigli delle zampe anteriori, o in cavità artificiali o naturali appositamente arrangiate. Esemplari di entrambi i sessi, per gran parte dell'anno, occupano territori che si sovrappongono; generalmente i territori delle femmine misurano 2-4 km², mentre quelli dei maschi possono raggiungere i 20 km².
In inverno le moffette non cadono in un letargo vero e proprio, ma trascorrono lunghi periodi di tempo all'interno delle tane. Tuttavia, rimangono generalmente inattive in uno stadio di dormiveglia e si nutrono raramente. Durante i mesi invernali più femmine (fino a 12 esemplari) possono condividere la stessa tana, mentre i maschi generalmente dormono da soli. Spesso, la stessa tana invernale viene riutilizzata più volte.
Sebbene abbiano udito e olfatto molto sviluppati, attributi essenziali per delle creature onnivore di abitudini crepuscolari, le moffette hanno una vista scarsa. Infatti, esse non riescono a vedere, almeno chiaramente, oggetti posti a più di 3 m di distanza; proprio per questo, sono molti gli esemplari che vengono investiti dalle auto. Hanno una speranza di vita molto breve; in natura non superano mai i tre anni di età e la maggior parte di loro vive appena un anno. In cattività, al contrario, possono vivere fino a 10-15 anni.

## Riproduzione
Le moffette si accoppiano generalmente agli inizi della primavera e sono poliginiche: i maschi, cioè, si accoppiano con più femmine diverse. Prima di dare alla luce i piccoli (generalmente in maggio), la femmina scava una tana per ospitare la nidiata, che può comprendere da quattro a sette piccoli. Il periodo di gestazione è di circa 66 giorni.
Alla nascita, le piccole moffette sono cieche, sorde e ricoperte da un morbido strato di pelo. Aprono gli occhi verso le tre settimane e vengono svezzate a due mesi, ma generalmente rimangono con la madre fino a quando non sono in grado di riprodursi a loro volta, intorno a un anno di età.
La madre è molto protettiva nei loro confronti e spesso spruzza il suo liquido maleodorante al minimo segnale di pericolo. I maschi non giocano alcun ruolo nell'allevamento dei piccoli; al contrario, costituiscono per essi una minaccia.

## Il liquido maleodorante
Le moffette sono note principalmente per le loro ghiandole anali, il cui secreto viene utilizzato come arma difensiva. Esse sono simili a quelle presenti nei Mustelidi, ma sono molto più sviluppate. Queste ghiandole, in numero di due, sono poste ai lati dell'ano. Producono una mistura di sostanze contenenti zolfo come i tioli, noti comunemente come mercaptani, che emanano un odore nauseabondo, descritto come un misto di uova marce, aglio e gomma bruciata. L'odore del fluido è abbastanza pungente da tenere lontani orsi e altri potenziali aggressori, ed è molto difficile da rimuovere dai vestiti. Speciali muscoli posti in prossimità delle ghiandole odorifere consentono all'animale di spruzzare il liquido con grande precisione, fino a una distanza di 3 m. A parte l'odore disgustoso, il liquido può causare irritazioni e addirittura cecità temporanea, ed è talmente potente che un naso umano può percepirne la presenza, col vento a favore, addirittura a una distanza di 1,5 km. La difesa chimica delle moffette, seppur insolita, è molto efficace, come sostenne lo stesso Charles Darwin nel suo Viaggio di un naturalista intorno al mondo:

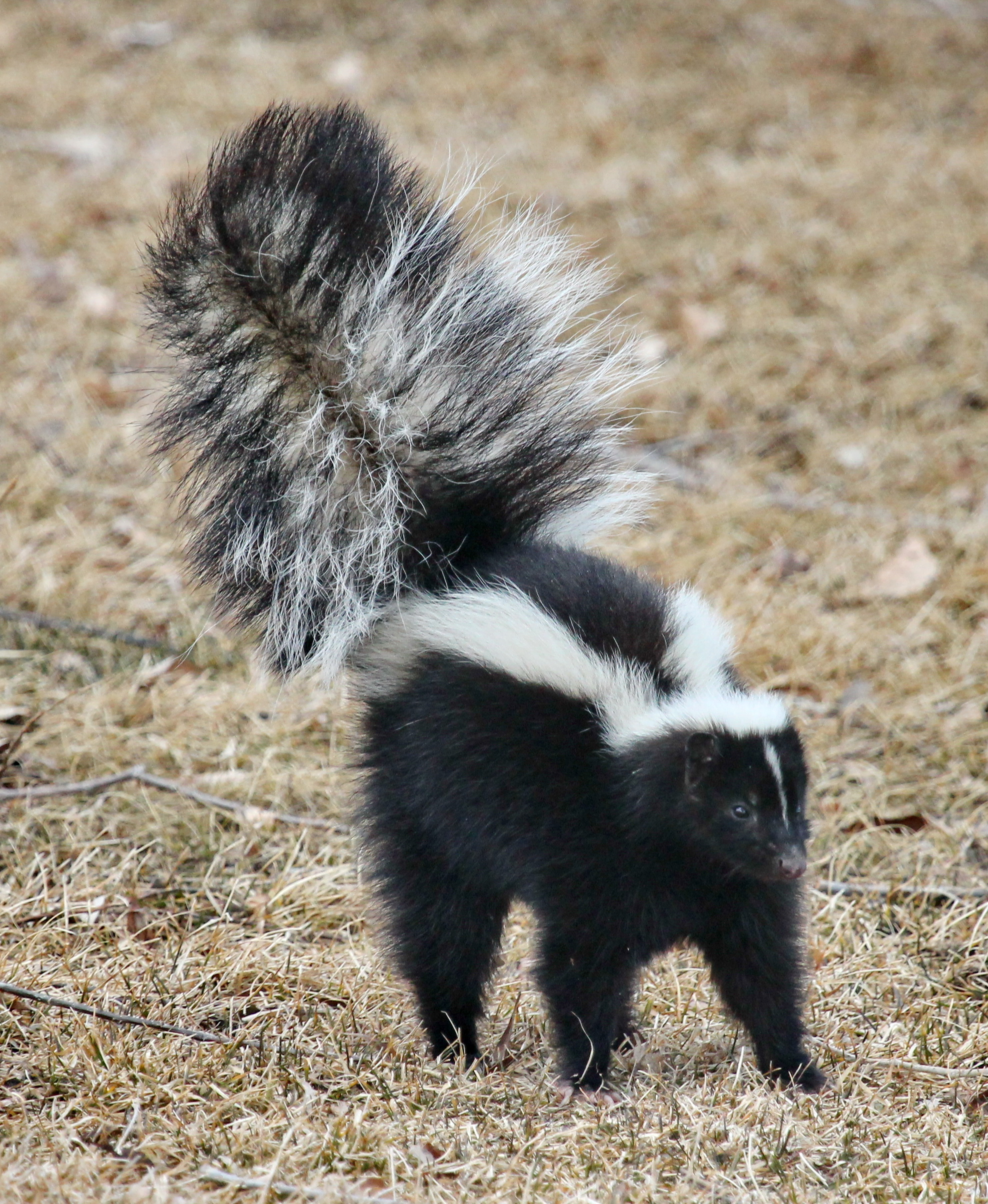
Una moffetta in procinto di spruzzare

Le moffette non utilizzano volentieri quest'arma, dal momento che le ghiandole contengono liquido necessario per solo cinque o sei utilizzi - circa 15 cm³ -, e una volta svuotate necessitano di dieci giorni per «ricaricarsi». La maggior parte delle moffette preavvisano i loro nemici puntando le zampe anteriori, sollevando la coda e camminando con le zampe rigide. Talvolta gli skunk macchiati bluffano stando sulle zampe anteriori senza spruzzare; se la loro azione intimidatoria fallisce, si lasciano cadere sulle quattro zampe e spruzzano. Le caratteristiche strisce bianche e nere avvertono gli intrusi della presenza di una moffetta. La posizione minacciosa della coda, coperta di lunghi peli, avverte i possibili nemici del pericolo di venire spruzzati. Normalmente le moffette e le loro tane non hanno il caratteristico odore, anche se, durante le loro lotte, le moffette si spruzzano reciprocamente.
Questo singolare comportamento, com'è facile immaginare, non è sfuggito all'attenzione dei biologi. Il nome della famiglia, Mefitidi, e quello del genere Mephitis, infatti, richiamano entrambi il significato di «fetido»; mentre il nome scientifico di una specie, Spilogale putorius, significa «donnola macchiata puzzolente». Anche il nome skunk, che deriva dal termine abenaki segôgw, ha la stessa origine.
La maggior parte degli animali predatori delle Americhe, come lupi, volpi e tassi, attaccano raramente le moffette, probabilmente perché temono di essere spruzzati. Fanno eccezione i cani, che però battono in ritirata non appena vengono spruzzati, e il gufo della Virginia, l'unico vero predatore di questi animali, quasi del tutto privo di senso dell'olfatto.
Le moffette sono molto comuni nelle zone suburbane. Gli incontri frequenti con cani e altri animali domestici, e l'odore che questi animali continuano a rilasciare una volta investiti dalle auto, ha fatto sì che nascessero molti miti riguardo alla rimozione dell'odore. A causa della composizione chimica del liquido, la maggior parte dei rimedi casalinghi sono inefficaci, a eccezione dell'acqua ossigenata o di altre sostanze che scindono i legami dei tioli.
Come dimostrato per la prima volta da Kenneth K. Andersen e da Wood, il liquido delle moffette è composto prevalentemente da tre tioli a basso peso molecolare, l'(E)-2-butene-1-tiolo, il 3-metil-1-butanetiolo e il 2-quinolinemetantiolo, nonché dai tioesteri acetati di questi. Questi composti sono percepibili dal naso umano alla concentrazione di solo 10 parti per miliardo.

## Le moffette e la rabbia
Le moffette sono i principali vettori della rabbia; mentre il ruolo della volpe rossa, nella trasmissione della rabbia, si è ridotto, quello della moffetta è aumentato. Le moffette rabbiose attaccano qualsiasi cosa in movimento. Tutte le specie portano la rabbia, ma la moffetta comune è più coinvolta in questo processo perché è più diffusa. Le moffette affette da rabbia hanno un alto tasso di virus nella saliva e, poiché questi virus hanno un lungo periodo di incubazione, esse rappresentano una cospicua riserva della malattia, che d'altro canto dovrebbe essere più facile controllare nelle volpi rosse. Sembra che lo spruzzo della moffetta non contenga i virus della rabbia. Le moffette convivono con le volpi rosse, i procioni e i coyote; alcuni gruppi di moffette usano le stesse tane di questi animali, ma in periodi diversi dell'anno. Dal momento che le moffette vengono sovente a contatto con animali domestici come cavalli, maiali, cani e gatti si viene a creare una grande quantità di occasioni per una trasmissione potenziale della rabbia. L'esplosione della rabbia avviene quando i movimenti delle moffette sono più estesi, cioè nella stagione autunnale e in quella estiva. La trasmissione della malattia, tra moffette, può avvenire durante l'inverno quando condividono la stessa tana, quando i territori si sovrappongono e anche durante le aggressioni compiute dai maschi nei riguardi delle femmine e dei loro piccoli.

## Classificazione

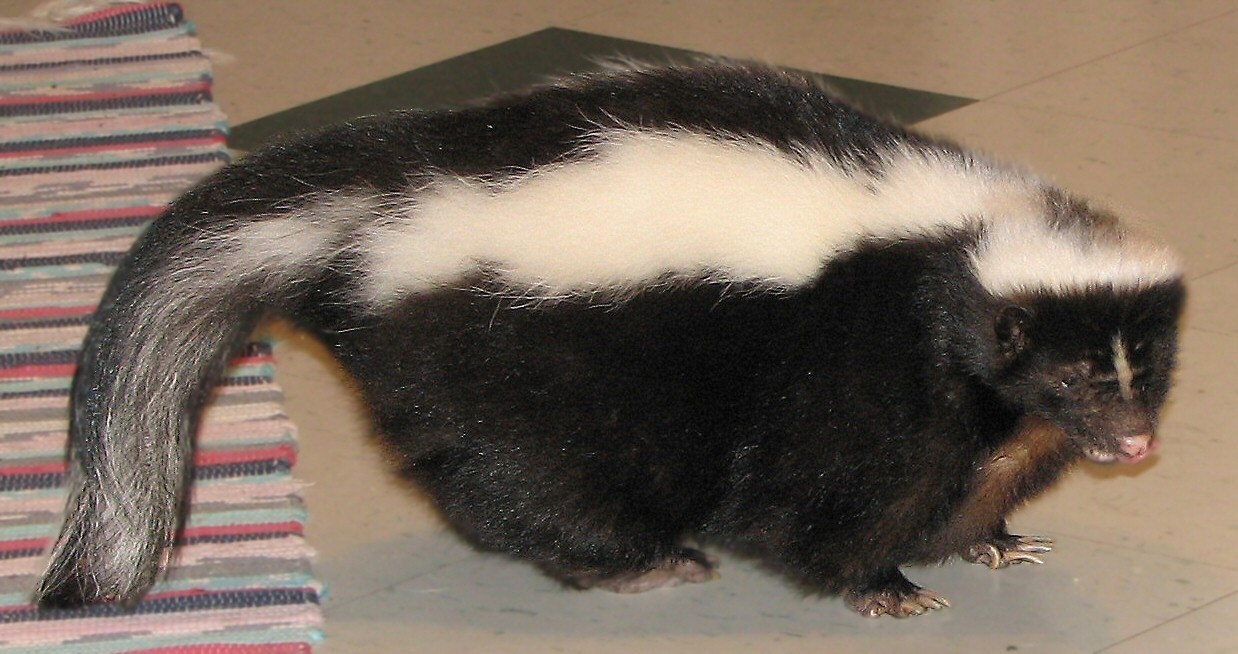
Una moffetta domestica.

Attualmente, le specie ascritte alla famiglia dei Mefitidi sono le seguenti:
- Genere Conepatus Gray, 1837
  - Conepatus chinga (Molina, 1782) - skunk delle Ande;
  - Conepatus humboldtii Gray, 1837 - skunk della Patagonia;
  - Conepatus leuconotus (Lichtenstein, 1832) - skunk dal naso di porco;
  - Conepatus semistriatus (Boddaert, 1785) - skunk delle Amazzoni.
- Genere Mephitis E. Geoffroy Saint-Hilaire e F. G. Cuvier, 1795
  - Mephitis macroura Lichtenstein, 1832 - moffetta dalla lunga coda;
  - Mephitis mephitis (Schreber, 1776) - moffetta comune.
- Genere Mydaus F. G. Cuvier, 1821
  - Mydaus javanensis (Desmarest, 1820) - tasso malese;
  - Mydaus marchei (Huet, 1887) - tasso di Palawan.
- Genere Spilogale Gray, 1865
  - Spilogale angustifrons Howell, 1902 - skunk maculato meridionale;
  - Spilogale gracilis Merriam, 1890 - skunk maculato occidentale;
  - Spilogale interrupta (Rafinesque, 1820) - skunk maculato delle Pianure;
  - Spilogale leucoparia Merriam, 1890 - skunk maculato del deserto;
  - Spilogale putorius (Linnaeus, 1758) - skunk maculato orientale;
  - Spilogale pygmaea Thomas, 1898 - skunk maculato pigmeo;
  - Spilogale yucatanensis Burt, 1938 - skunk maculato dello Yucatán.